# 西丽玛沃·班达拉奈克
西丽玛沃·拉特瓦特·迪亚斯·班达拉奈克（1916年4月17日—2000年10月10日），通称班达拉奈克夫人，斯里蘭卡政治家，曾三度出任总理。她是前总理所罗门·班达拉奈克的遗孀，女儿钱德里卡1994年至2005年担任斯里兰卡第四任总统，儿子阿努拉是前议长和内阁部长。

## 生平
西丽玛沃生于著名的罗达拉贵族家庭（斯里兰卡康提王国的一个极其少数的种姓），僧伽罗人，佛教徒，父亲是锡兰国务院和参议院成员。她排行第六，有四个兄弟和一个妹妹。毕业于科伦坡圣布里奇特教会女校。1940年与当时担任卫生和地方行政部长的所罗门·班达拉奈克结婚。
1959年擔任總理的丈夫遇刺身亡后，她于1960年5月当选斯里兰卡自由党主席。自由党於同年7月的大選獲勝後，她出任总理兼国防和外交、宣传和广播部长，是為世界上第一位女總理，亦為現代民主國家中，首位具有實權的女性領導人。

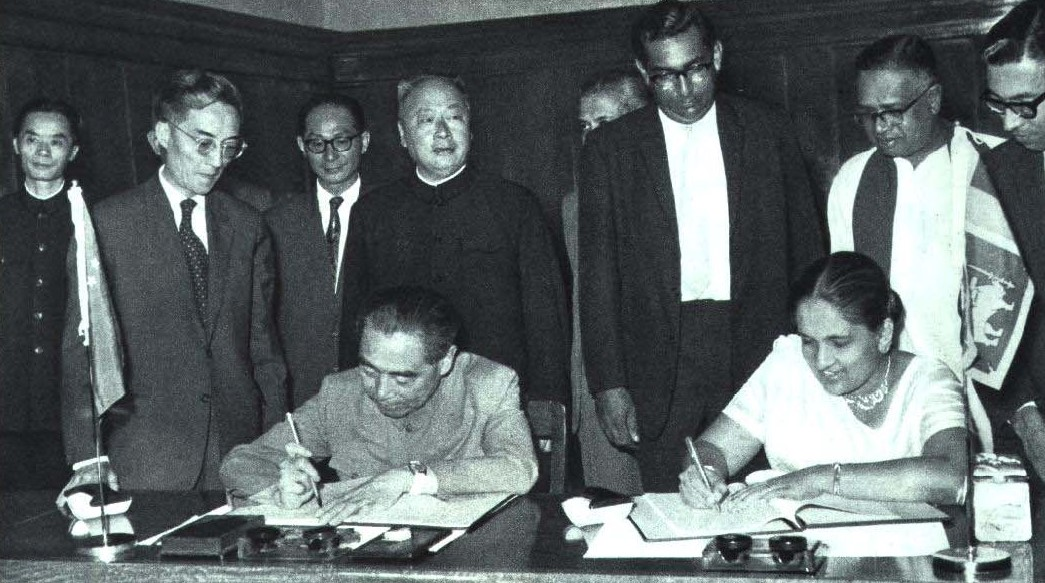
1964年2月，周恩来与西丽玛沃·班达拉奈克签署中锡联合声明

她於1965年3月的大选落败后下野，任反对党领袖。1970年5月再次上臺，任內帶領修憲，廢除了由英王擔任錫蘭女王的君主制，國家元首一職改由總統擔任；又更改國號，由錫蘭自治領改為斯里蘭卡民主社會主義共和國；同時認可佛教的超然地位，儘管她同時確保不同宗教獲得同等保障。1977年7月於大選中落敗而第二度下臺。
1994年自己的女兒钱德里卡·库马拉通加勝出總統選舉，成為該國首位女總統。西丽玛沃於同年11月14日被庫馬拉通加夫人任命為總理。雖然此職已變成無實權，但她依然透過此職發揮影響力，至2000年8月因健康問題離職。兩個月後因心臟病逝世。

## 評價
西丽玛沃在三個總理任期內致力推動國家去殖民化、社會主義化（冷戰間）、以及減少種族之間的社經地位差距。作為世上首位女性民選領導人，她作為女性獲得的權力在當時幾乎是不可想像的，她因而成為全球女性爭取參政權的象徵；然而即使她和女兒皆當過國家領導人，二人並未能透過其影響力，有效提高國內甚低的女性參政率。